# Guy Carleton, 1. baron Dorchester
Guy Carleton, 1. baron Dorchester (født 3. september 1724, død 10. november 1808 Stubbings, Maidenhead), ofte kendt som sir Guy Carleton, var en britisk soldat som to gange tjente som generalguvernør i provinsen Quebec, først i perioden 1768 til 1778 og igen fra 1785 til 1795. Han ledede de britiske styrker i den amerikanske uafhængighedskrig.
Oberst Carleton deltog i James Wolfes angreb på Québec by under slaget ved Abraham-sletterne. Han formåede at slå det amerikanske angreb på Québec by i 1775 tilbage. Han drev amerikanerne forbi Trois-Rivières og ledede de britiske marinestyrker i slaget ved Valcour Island i 1776 ved hvilken lejlighed han fik elimineret de amerikanske skibe. Hans bror, Thomas Carleton, og hans nevø, Christopher Carleton, tjente begge i hans stab under denne kampagne.
Efter slaget ved Yorktown og kapitulationen overfor generalløjtnant Charles Cornwallis i 1782, blev sir Guy Carleton udnævnt til øverstkommanderende i Nord-Amerika. General John Campbell efterfulgte Carleton som øverstkommanderende i 1783.
Carleton University er opkaldt efter ham.